# ديفيد هنتر (سياسي)
ديفيد هنتر (بالإنجليزية: David Hunter)‏ هو سياسي أسترالي، ولد في 5 سبتمبر 1905 في سيدني في أستراليا، وتوفي بنفس المكان في 31 أغسطس 1981. انتخب عضو الجمعية التشريعية نيو ساوث ويلز.